# Frieder von Ammon
Frieder von Ammon (* 1973 in München) ist ein deutscher Germanist und Professor für Neuere Deutsche Literatur.

## Leben
Von 1995 bis 2000 studierte er Neuere deutsche Literatur, Komparatistik und Musikwissenschaft an der Ludwig-Maximilians-Universität München und am Reed College in Portland. Nach der Promotion 2004 im Fach Neuere deutsche Literatur an der Ludwig-Maximilians-Universität München mit der Dissertation Ungastliche Gaben. Die "Xenien" Goethes und Schillers und ihre literarische Rezeption von 1796 bis in die Gegenwart war er von 2008 bis 2014 wissenschaftlicher Assistent am Institut für Deutsche Philologie der Ludwig-Maximilians-Universität München. Nach der Habilitation 2013 im Fach Neuere deutsche Literatur an der Ludwig-Maximilians-Universität München war er von 2015 bis 2022 Professor für Neuere deutsche Literatur am Institut für Germanistik der Universität Leipzig. Seit 2022 ist er Lehrstuhlinhaber für Neuere deutsche Literaturwissenschaft mit Schwerpunkt Literatur des 20. Jahrhunderts und der Klassischen Moderne  für Neuere deutsche Literaturwissenschaft am Institut für Deutsche Philologie der Ludwig-Maximilians-Universität München.
Seine Arbeitsgebiete sind Theorie und Geschichte der Lyrik, Literatur und Musik, Weimarer Klassik, Gegenwartsliteratur, Satire und literarisches Streiten und Intermedialität.

## Schriften (Auswahl)
- Ungastliche Gaben. Die „Xenien“ Goethes und Schillers und ihre literarische Rezeption von 1796 bis in die Gegenwart. Tübingen 2005.
- Fülle des Lauts. Aufführung und Musik in der deutschsprachigen Lyrik seit 1945: Das Werk Ernst Jandls in seinen Kontexten. Stuttgart 2018.
- Thomas Kling: Werke in vier Bänden. Hg. von Marcel Beyer in Zusammenarbeit mit Frieder von Ammon, Peer Trilcke und Gabriele Wix. Berlin 2020.
- Die herrliche Disciplin. Michael Bernays und die Anfänge der Neugermanistik in München. Hg. von Frieder von Ammon und Carlos Spoerhase. Berlin 2024.
- 250 Jahre Werther. Hg. von Frieder von Ammon und Alexander Košenina. Hannover 2024.